# ETH Zürich

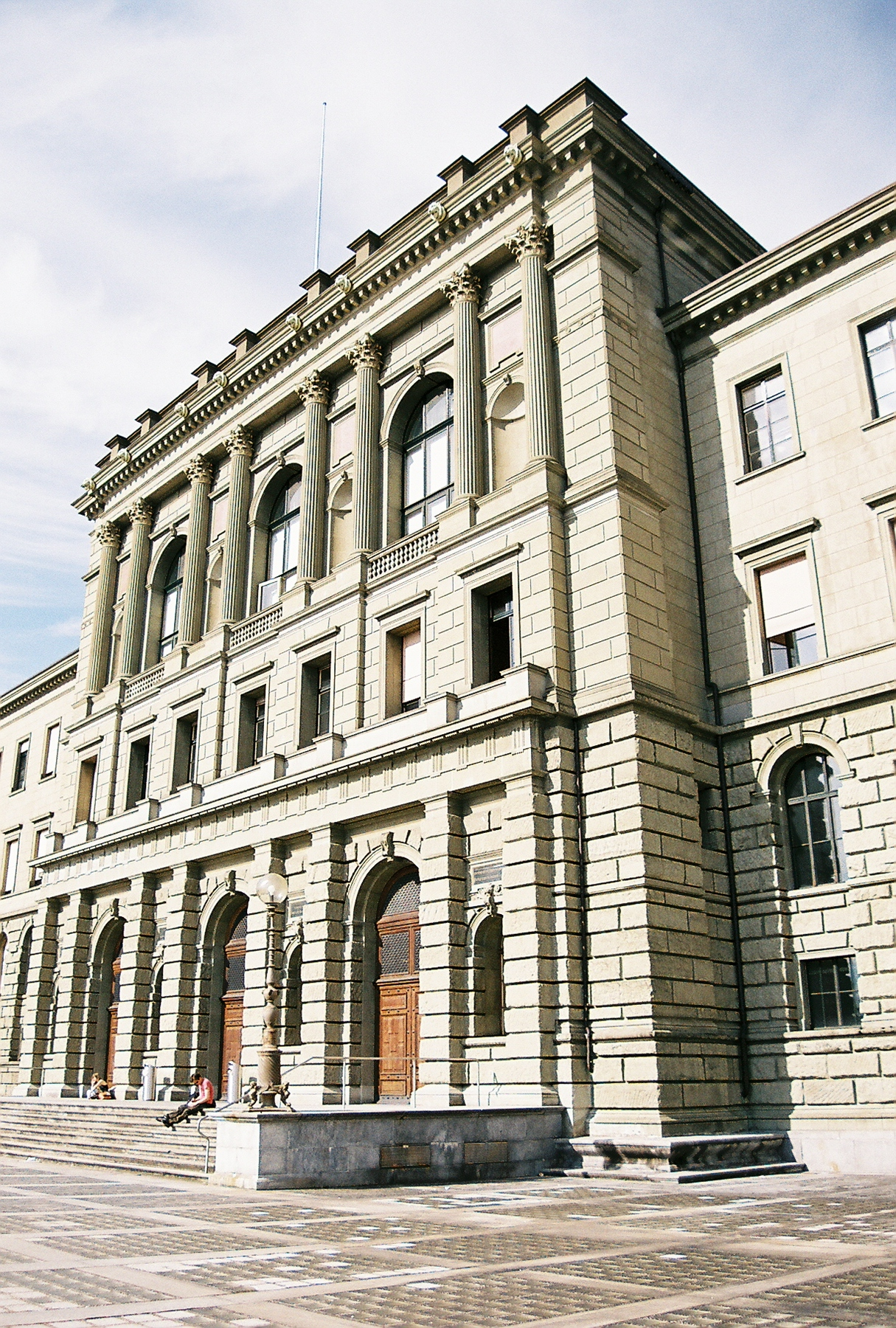

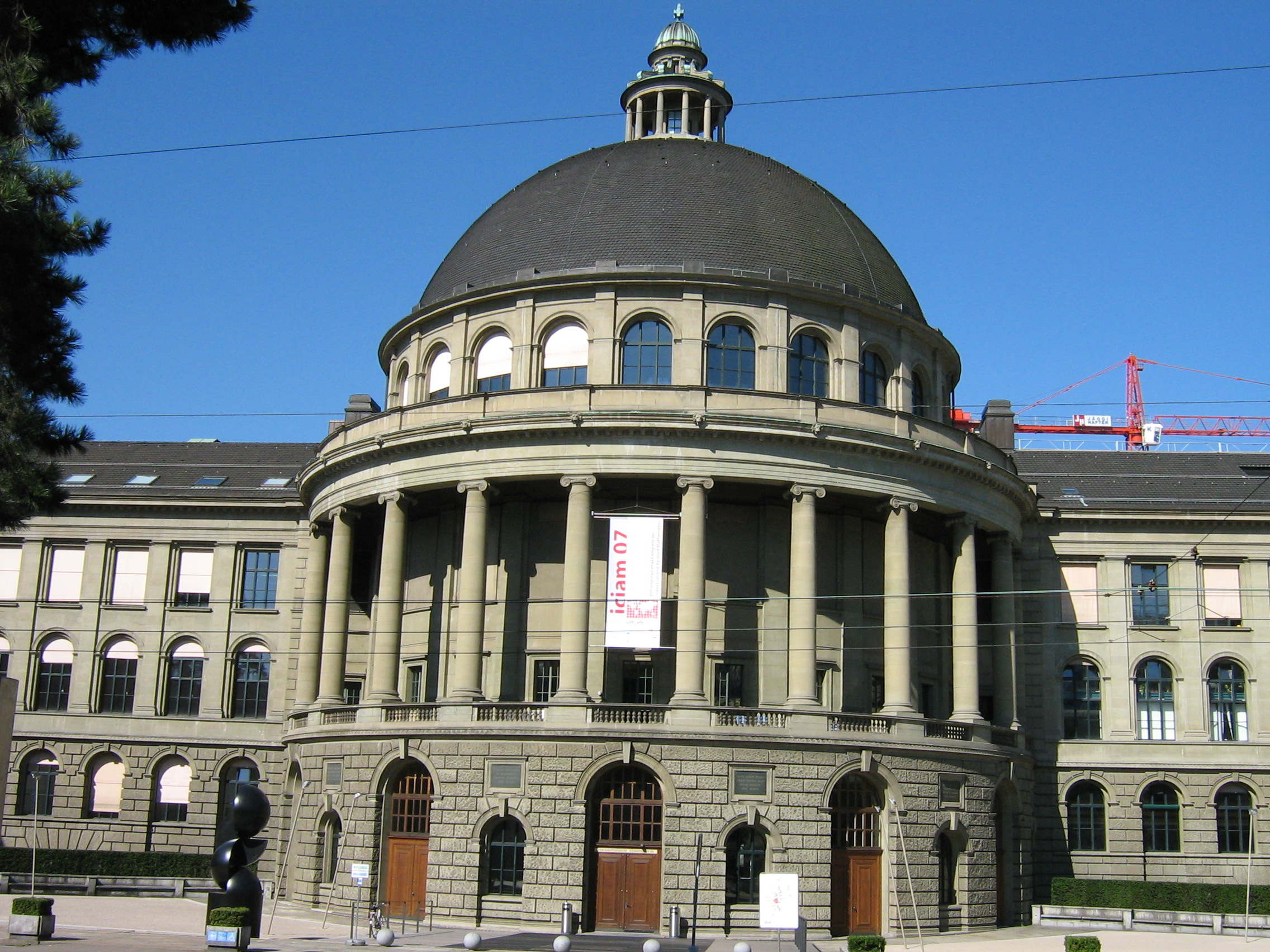
ETH Zürich

ETH Zürich, thường được gọi là Viện Công nghệ Liên bang Thụy Sĩ (tiếng Anh: Swiss Federal Institute of Technology), là một cơ sở giáo dục đại học về khoa học và kỹ thuật nằm ở Zürich, Thụy Sĩ. Tên toàn phần là Eidgenössische Technische Hochschule Zürich, với ETHZ cũng là một tên viết tắt không chính thức nhưng khá thông dụng. Người dân địa phương thường gọi đó là trường Bách khoa (Poly), từ tên gốc của nó Eidgenössisches Polytechnikum hay Federal Polytechnic Institute. Giống như trường École Polytechnique Fédérale de Lausanne (EPFL), nó có 3 nhiệm vụ chính: giáo dục, nghiên cứu và chuyển giao kỹ thuật ở mức quốc tế cao nhất. Cùng liên kết với một vài viện nghiên cứu chuyên môn khác, hai viện (ETH Zurich và EPF Lausanne) tạo thành vùng ETH, phụ thuộc trực tiếp vào Bộ Nội vụ của Liên bang.

## Lịch sử
Trường ETH được thành lập vào năm 1854 bởi Liên bang Thụy Sĩ và mở cửa vào năm 1855 như là một viện đại học bách khoa (Eidgenössische Polytechnische Schule). Ban đầu nó chỉ bao gồm 6 phân khoa đại học: kiến trúc, kỹ thuật công chính, cơ khí, hóa học, lâm nghiệp, và một khoa còn lại cho tất cả các ngành toán học, khoa học tự nhiên, văn học, các môn khoa học chính trị xã hội.
Trường ETH là một viện liên bang (i.e., dưới sự quản lý trực tiếp của nhà nước Thụy Sĩ), trong khi Đại học Zurich là một viện cấp bang. Quyết định tạo ra một đại học liên bang mới đã gây ra nhiều tranh cãi vào thời gian đó, bởi vì những người tự do đã ủng hộ mạnh mẽ cho "đại học liên bang", trong khi những người bảo thủ muốn tất cả các trường đại học phải chịu sự quản lý của từng bang, để những người theo chủ nghĩa tự do không có chỗ đứng. Ban đầu, cả hai trường đại học này cùng nằm trong cùng các tòa nhà của Đại học Zurich.
Vào năm 1909, chương trình của ETH được tổ chức lại thành một đại học thật sự
và ETH được quyền đào tạo học vị tiến sĩ. Vào năm 1911, nó được đặt tên theo như hiện nay, Eidgenössische Technische Hochschule. Vào năm 1924, một đợt tổ chức lại đã phân trường thành 12 khoa khác nhau.
Từ năm 1993 trường ETH Zürich, trường EPFL, và bốn viện nghiên cứu liên quan khác được gộp lại đã được quản lý chung như là "ETH Bereich".

## Danh tiếng
Trường ETH thường được xếp hạng vào những trường đại học hàng đầu trên thế giới, khoảng từ thứ 3 đến thứ 6 ở châu Âu và khoản từ thứ 10 đến thứ 27 trong xếp hạng trên toàn thế giới bởi Hệ thống xếp hạng các trường đại học trên thế giới và Xếp hạng các đại học trên thế giới bởi tạp chí Times. Được xếp hạng 12 về khoa học và kỹ thuật vào năm 2005 bởi tạp chí Times.
Theo lịch sử, ETH nổi tiếng trong các lãnh vực hóa học, toán học và vật lý. Có 21 người đạt giải Nobel đã từng có liên hệ với ETH, chỉ đếm những cựu sinh viên và Giáo sư với các công trình được vinh dự đã được làm tại ETH, trong đó có Albert Einstein năm 1921. Người đạt giải Nobel gần đây nhất là Kurt Wüthrich với giải Nobel về hóa học vào năm 2002.

## Giáo dục và tuyển sinh
Ở bậc cử nhân, ETH không chọn lọc trong việc chấp nhận học sinh vào học. Giống như bất kì đại học công nào của Thụy Sĩ, ETH phải nhận bất kỳ một công dân Thụy Sĩ nào đã vượt qua kì thi Matura. Tuy nhiên, đa số học sinh từ các nước khác được yêu cầu phải qua một kì thi sơ lược hoặc toàn diện; một thí sinh có thể được nhận vào ETH mà không cần một chứng chỉ hay bằng cấp phổ thông nào cả bằng vượt qua kì thi tuyển vào toàn diện.
Không có kì thi bắt buộc nào trong năm học đầu tiên được chia thành hai học kì. Tuy nhiên, quá trình sàng lọc sẽ xảy ra trong mùa hè sau học kì thứ hai. Học sinh phải vượt qua một loạt các kì thi kiểm tra về các khóa học trong năm thứ nhất, gọi là Basisprüfung. Nếu điểm trung bình không đạt yêu cầu, bạn phải thi lại toàn bộ Basisprüfung mà thông thường nghĩa là bạn phải học lại toàn bộ năm thứ nhất. Hơn 50% số học sinh không vượt qua được Basisprüfung trong lần cố gắng đầu tiên và nhiều học sinh quyết định thôi học sau. Cấu trúc các kì thi ở các năm cao hơn cũng giống như Basisprüfung, nhưng với tỉ lệ vượt qua cao hơn. Lí do chính là vì những người còn sót lại đa số là những người đã qua tra khảo của 'Basisprüfung.
Thời gian bình thường để tốt nghiệp là 6 học kì cho bằng Cử nhân Khoa học (giới hạn tối đa 5 năm) và thêm ba học kì nữa cho bằng Thạc sĩ khoa học (giới hạn tối đa 3 năm). Học kì cuối cùng được dành cho việc viết luận văn.
Giáo dục tại ETH thiên nhiều về lý thuyết với nhiều kiến thức toán học liên quan nhiều khóa học. Ngôn ngữ giảng dạy chính là tiếng Đức trong khi tiếng Anh là lingua franca (ngôn ngữ sử dụng) ở mức cao học và các bằng cấp cao hơn.

## Tiêu Chuẩn Qua Môn

### Năm Nhất: Basisprüfung
Có 2 hình thức để tham gia Basisprüfung. Lấy Ngành Khoa Học Máy Tính làm ví dụ, mỗi học kỳ trong năm nhất sẽ có 4 môn chính:

#### Thi bốn môn sau 1 Học Kỳ: (thông dụng)
Sau học kỳ 1 thí sinh sẽ có cơ hội đăng ký thi Basisprüfung đợt 1. Bốn môn sẽ được tra khảo cho kỳ 1 là: Discrete Math, Introduction to Programming, Algorithm & Datastructure và Lineare Algebra. Điểm trung bình của 4 môn phải lớn hơn hoặc bằng 4.  Điểm cao nhất là 6, điểm thấp nhất là 1. Học xong học kỳ 2 ký thi của học kỳ 2 sẽ diễn ra với tiêu chuẩn qua môn như nhau. Nếu qua cả 2 học kỳ thì bạn sẽ được tặng 1 chiếc áo Hoodie và tham gia 1 lễ hội để chúc mừng cho chiến thắng đầu tiên trong môi trường học thuật. 
Mỗi học ký sẽ có 1-2 môn rất khó, chấm điểm gắt gao và chuơng trình học thì rất dày. Với học kỳ 1 sẽ là Algorithm & Datastructure (Thi Lí thuyết 2-3 tiếng, Thi Thực Hành (coding giải quyết 3 vấn để tại chỗ) 3 tiếng và Discrete Math, một môn khá trừu tượng và mới lạ cho những người vừa tốt nghiệp THPT.
Với học kỳ 2 sẽ là: Algorithm & Propability và Parallel Programming.
Điểm khác biệt của trường ETH là đề thi là đề mở rộng cho những môn khó, có nghĩa việc luyện đề thi mà ko hiểu cốt lõi của vấn đề  thì sẽ rất khó để qua môn vì có những năm đề thi làm mới hoàn toàn. 

#### Thi tám môn sau 2 Học Kỳ:
Có 1 số người không đủ tự tin hoặc vì vài lí do riêng mà muốn thi 8 môn sau 2 Học Kỳ. Tiêu Chuẩn qua môn vẫn vậy.

#### Thi Lại Basisprüfung
Những người đã thất bại nhưng vẫn muốn thử lại thì chỉ còn 1 cơ hội duy nhất được thi lại 1 lần trong kì sau hoặc năm sau. Nếu thất bại lần nữa, thí sinh sẽ bị đuổi học và chương trình học đại học thí sinh đang theo sẽ bị chăn ở tất cả các trường đại học khác (University) ở Thụy Sĩ. Nếu muốn học ngành đó buộc thí sinh phải chuyển qua những trường Fachhochschule (University of Applied Science).

### Năm Hai
Trong những học kỳ sau, một số ngành vẫn sử dụng block (4-6 môn trong 1 block) và điểm trung bình block để qua môn (>=4), nhưng 1 số ngành lại sử dụng điểm của từng môn làm chuẩn. Lấy Ngành Khoa Học Máy Tính ra làm ví dụ, trong năm Hai điểm từng môn phải lớn hơn hoặc bằng 4. Dưới 4, bạn có 1 cơ hội để thi lại 1 lần duy nhất. Nếu lại rớt, bạn sẽ ko được học và thi môn đó nữa. Bù lại bạn phải chọn 1 môn khác trong danh sách của năm 3 để học và thi. Nếu môn đó vẫn rớt, bạn còn 3 môn của năm 3 để chọn học (3 môn khó nhất năm 3), nếu ko vượt qua được, bạn sẽ bị đuổi ra khỏi trường và ngành học Khoa Học Máy Tính đó sẽ bị chăn trên toàn Thụy Sĩ ở tất cả các đại học khác trừ Fachhochschule.

### Năm Ba
Năm Ba có 8 Môn, và bạn phải chỉ cần vượt qua ít nhất là 4 môn. Những môn còn lại là lựa chọn vì có khả năng bạn bị rớt 1 môn nào đó trong năm 2 và cần phải bù lại bằng 1 môn khác trong năm ba. Lưu ý tất cả các môn chỉ được thi lại 1 lần duy nhất. Và mỗi năm sẽ có 2-3 môn khó, chấm điểm gắt gao và chuơng trình học thì rất dày. 
Lấy Ngành Khoa Học Máy Tính ra làm ví dụ: Môn khó của năm 3 bao gồm: Rigorous Software Engineering, Information Security và Algorithms, Probability and Computing. 3 môn này có nhiều người không vượt qua được, dù đã vượt qua tra khảo nhiều lần và ở lại đến năm 3. 

## Các phân khoa
Vào năm 2006, trường ETH Zurich có các phân khoa sau:
Kiến trúc và kỹ sư công chính
- Kiến trúc
- Civil, Environmental và Geomatic Engineering

Các ngành khoa học kỹ thuật
- Khoa học máy tính
- Công nghệ thông tin và Kỹ sư điện tử
- Quản lý, Công nghệ và Kinh tế
- Mechanical và Process Engineering
- Công nghệ vật liệu

Toán và các khoa học tự nhiên
- Sinh học
- Hóa học và các ngành Sinh học Ứng dụng
- Toán học
- Vật lý

System-oriented natural sciences
- Nông nghiệp và Khoa học thực phẩm
- Khoa học Trái đất
- Khoa học môi trường

Other sciences
- Nhân văn, Khoa học Xã hội và Khoa học Chính trị

## Các cựu sinh viên và giáo sư nổi tiếng
ETH Zurich đã sản sinh nhiều nhân vật nổi tiếng. Hơn 20 người được giải thưởng Nobel đã từng học hay là làm việc như là giáo sư của ETH Zurich. Wilhelm Conrad Röntgen, người đầu tiên nhận giải Nobel Vật lý học tại ETH Zurich. Albert Einstein, một trong những khoa học gia nổi tiếng nhất của thế kỉ 20, cũng đã từng học tại ETH Zurich. Các nhân vật nổi tiếng khác có liên quan tới ETH Zurich bao gồm: nhà vật lý Wolfgang Pauli, kiến trúc sư Hendrik Petrus Berlage, kiến trúc sư Jacques Herzog, Mileva Marić (vợ đầu của Einstein), nhà toán học Hermann Minkowski, nhà toán học Marcel Grossmann (cũng là bạn của Einstein), nhà toán học và kinh doanh Philippe Kahn, nhà khoa học máy tính Niklaus Wirth và nhiều người khác.

## Master programs
- Master of Advanced Studies in Finance

47°22′35,1″B 8°32′53,17″Đ / 47,36667°B 8,53333°Đ